# كثء قصير الثمار
الكثء قصير الثمار (باللاتينية: Barbarea brachycarpa) نوع نباتي ينتمي إلى جنس الكثء من الفصيلة الكرنبية.

## الموئل والانتشار
موطن هذا النوع بلاد الشام.

## مرادفات للاسم العلمي
- (باللاتينية: Barbarea brachycarpa var. brachycarpa)
- (باللاتينية: Barbarea hedgeana Kit Tan & Gemici)
- (باللاتينية: Barbarea minor var. eriopoda Busch)
- (باللاتينية: Barbarea minor var. libanotica Bornm.)